# Hypotrachyna subplumbeata
Hypotrachyna subplumbeata är en lavart som först beskrevs av C. W. Dodge, och fick sitt nu gällande namn av Hale. Hypotrachyna subplumbeata ingår i släktet Hypotrachyna och familjen Parmeliaceae.   Inga underarter finns listade i Catalogue of Life.